# Harley-Davidson (mesa de pinball de Sega/Stern)
Harley-Davidson es una mesa de pinball diseñada por Jon Borg y Lonnie D. Ropp y comercializada por Sega Pinball en 1999 y Stern Pinball en 2002 y 2004, siendo esta la última mesa comercializada por Sega.
La mesa pasó por tres ciclos de producción diferentes. El primero hecho por Sega y continuado por Stern Pinball en 1999 después de que compraran la división de pinball de Sega en el mismo año. El segundo producido por Stern Pinball en 2002, y el tercero con un cambio de arte también por Stern fue lanzado en 2004.

## Características
La mesa presenta un tema de motocicleta Harley-Davidson que incluye un sonido de motor auténtico. El juego permite a los jugadores bloquear la bola debajo de una réplica en miniatura de la Fat Boy haciendo un caballito. El juego tiene un poste superior entre los flippers que es controlado por el jugador mediante un botón flipper adicional en el lado derecho del gabinete.
Hubo una segunda edición de la mesa publicada en noviembre de 2002, que fue una repetición de la primera edición sin cambios.
Debido a la popularidad de la primera y la segunda ejecución, la compañía lanzó una tercera edición en abril de 2004. Esta versión incluye partes mejoradas que incluyen molduras cromadas, diferentes motocicletas en el campo de juego, una Fat Boy de 1999 y 2000, así como una Heritage Springer de 2001.
La música característica presente en la mesa es una remezcla con licencia del tema Born To Be Wild de Steppenwolf.

## Jugabilidad
El objetivo de la mesa es recorrer 16 ciudades de los Estados Unidos, hasta llegar a Milwaukee. La distancia a recorrer se expresa en millas, la cual avanza de acuerdo al avance en cada ciudad; al golpear los bumpers (Speed Pops), se acelera el proceso. Al llegar a la siguiente ciudad, el jugador tiene la oportunidad de recojer el "parche de la ciudad" y una puntuación descendente desde 4 millones de puntos tronando la bola en el semáforo, antes que se acabe el tiempo; tras eso, el jugador pasa a recorrer la siguiente ciudad.

### Lanzamiento inicial
Al momento de lanzar la bola, el jugador puede elegir con los botones de los flippers una de las siguientes opciones:
- 10 MIL: otorga 10 millones de puntos.
- Speed Pops: abre el camino directamente hacia los bumpers en la izquierda. En los demás casos, la bola es desviada hacia el semáforo.
- Next City: permite ir directamente hacia la siguiente ciudad tronando la bola en el hoyo del "corredor misterioso" (Mistery Rider).
- HARLEY Letter: otorga una letra H-A-R-L-E-Y para el modo multibola Harley.

### Lertras H-A-R-L-E-Y
El jugador recolecta letras H-A-R-L-E-Y al golpear la bola contra la moto Fat Boy, tronarla debajo de esta cuando esté levantada, o seleccionando la opción al lanzamiento inicial. El juego empieza con las letras H y A. La moto se levanta al completar las letras H, A y R, permitiendo bloquear las bolas que entren, hasta completar el resto de las letras.

### Modos multibola
El juego ofrece los siguientes modos multibola:
- Multibola Harley: se habilita al completar todas las letras H-A-R-L-E-Y y se activa al tronar nuevamente la bola debajo de la Fat Boy, expulsando las cuatro bolas bloqueadas por la misma abertura, o lanzandolas desde el carril de inicio.
- Multibola de velocímetro: se habilita al llegar a la quinta marcha (pasando por el pasillo interior izquierdo), y se activa al pasar por la rampa.
- Multibola de luz roja: se habilita al completar ciertos objetivos, y se activa al llegar al semáforo en luz roja.
- Multibola Milwaukee: se accede al recorrer las 16 ciudades, llegando a Milwaukee. Es un multibola con salvabolas ilimitadas durante 80 segundos, y su objetivo es recorrer los 48 estados contiguos de Estados Unidos.

En todos los modos, el modo multibola termina cuando quede una sola bola en el campo de juego, o cuando se acabe el tiempo en las modalidades correspondientes. Existe un corto periodo de salva bolas al comienzo del modo, retornando las bolas perdidas desde el lanzador.

### Modo video
El modo video (Video Mode), es un minijuego que se despliega en la pantalla de matriz de puntos del cristal trasero, y se accede al completar ciertos objetivos. El objetivo es atropellar tantos peatones en la via como es posible, evitando chocar con otros veículos, dentro de un tiempo limitado.

### Bola extra
El juego otorga una bola extra al alcanzar 120 millones de puntos (por defecto), y completando otras tareas.

## Versiones digitales
Harley-Davidson Third Edition está disponible en The Pinball Arcade y otros juegos de FarSight Studios para varias plataformas.